# Казачий округ
Каза́чий о́круг — административно-территориальная единица Кабардино-Балкарской автономной области, существовавшая в 1925—1928 годах.
Административный центр — село Майское.
Казачий округ образован 28 июля 1925 года из частей Мало-Кабардинского и Прималкинского округов. В состав округа вошли станицы Пришибская, Александровская и Котляревская с прилегающими селениями. 
Округ делился на 3 сельсовета:
- Александровский (включал 1 населённый пункт — станицу Александровскую). 2679 жителей (53,3 % — русские, 45,1 % — украинцы).
- Котляревский (станица Котляревская). 2087 жителей (90,8 % — русские, 8,1 % — украинцы).
- Пришибский (станица Пришибская, хутор Владимировский, хутор Мелиротавиного товарищества № 1, хутор Пришибско-Малкинский, железнодорожная будка, посёлок Майский, посёлок Сарский, посёлок Советский). 4589 жителей (70,3 % — украинцы, 20,0 % — русские, 7,1 % — осетины)[1].

4 июля 1927 года из Пришибского сельсовета выделен Майский (местечко Майское, хутор Владимировский, хутор Советский, мелиоративное товарищество Пришибское).
24 мая 1928 года Казачий округ был упразднён, а его территория передана в Прималкинский округ.